# Opel 4/8 PS
 (juin 2024).
L'Opel 4/8 PS, ou mieux connue sous le nom de Voiture du docteur (Doktorwagen), est une automobile fabriquée par Adam Opel KG. Ce modèle a joué un grand rôle dans l'ascension de l'entreprise jusqu'à devenir le plus grand constructeur automobile allemand.

## Véhicule
L'Opel 4/8 PS a été spécialement conçue pour les entreprises de taille moyenne. La biplace était petite et maniable par rapport aux autres voitures de l'époque et était utilisée par de nombreux médecins pour des visites à domicile, ce qui lui a rapidement valu le surnom de « Voiture du docteur ». Le faible prix de 3 950 Mark-or en a fait un modèle très réussi.
L'Opel Voiture du Docteur a été la première voiture Opel à avoir le logo Opel sur le radiateur.
Opel a annoncé le modèle 4/8 PS avec des déclarations telles que «mécanisme le plus simple», «manipulation la plus facile» et surtout : «pas besoin de faire appel à un chauffeur».

## Motorisation
L'Opel 4/8 PS est propulsée par un moteur quatre cylindres refroidi par eau d'une cylindrée de 1 029 cm³. La puissance est de 8 ch. Le véhicule pouvait atteindre une vitesse de pointe de 60 km/h. C'était tout à fait suffisant pour l'époque. Le mauvais état des routes et l’absence de règles de circulation rendaient souvent impossible la vitesse.